# Leone Diogene
Leone Porfirogenito Diogene (greco antico: Λέων Διογένης, Leon Diogenes; 1069 – Dristra, 14 agosto 1087) è stato un imperatore bizantino, co-regnante insieme al padre, Romano IV Diogene, fra il 1069 e il 1071.

## Biografia
Leone Diogene, detto Porfirogenito, nacque nel 1069 da Romano IV Diogene ed Eudocia Macrembolitissa, imperatori bizantini. Aveva un fratello, probabilmente gemello, Niceforo.
Entrambi i bambini furono elevati dal padre al rango di co-imperatore al momento della loro nascita (e scavalcando il loro fratellastro maggiore Costantino, nato dalla prima moglie del padre, in virtù del maggior rango di Eudocia), ma quando Romano fu deposto alla fine del 1071 furono banditi in un monastero insieme alla madre. Rimasero lì fino al 1081, quando il nuovo imperatore, Alessio I Comneno, li prese con sé, allevandoli come figli.
Secondo Anna Comnena, figlia di Alessio, il padre restaurò il loro rango di co-imperatore, almeno a livello formale, dal momento che riferisce che a entrambi era permesso portare il diadema e i tzangion, i sandali rossi, riservati agli imperatori.
Leone era fortemente devoto ad Alessio: lo esortò a ingaggiare battaglia sia contro i Normanni che contro i Peceneghi e prestò servizio come ufficiale nei suoi eserciti. Morì il 14 agosto 1087 a Dristra, in uno scontro contro i Peceneghi: indotto con l'inganno ad allontanarsi dall'imperatore, fu accerchiato e ucciso.
Nel 1095, tuttavia, un avventuriero si fece passare per un miracolosamente salvatosi Leone e convinse almeno due tribù cumane, i Boniak e i Tugorkan, a invadere l'impero bizantino allo scopo di uccidere Alessio. Le tribù furono respinte quello stesso anno a Paristrion da Alessio stesso.